# Carnaby Street

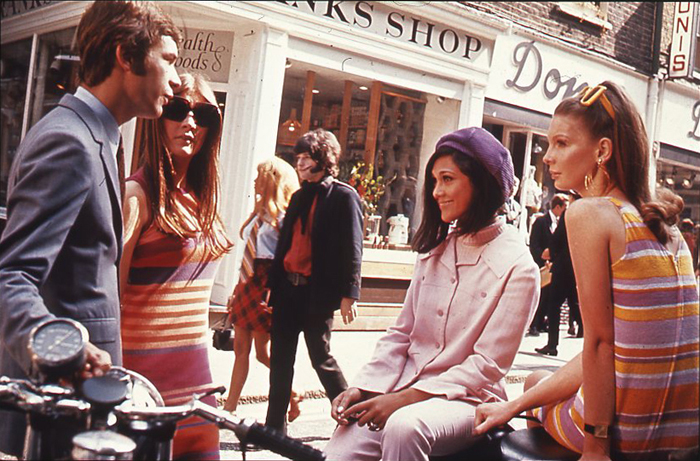
Carnaby Street på 1960-talet.

Carnaby Street är en gågata i London i området Soho, nära Oxford Street och Regent Street. Gatan är känd för sina många butiker inom mode och livsstil och förknippas med 1960-talets Swinging London.